# Jerzy Kramarczyk
Jerzy Kramarczyk (ur. 26 listopada 1954 w Świdnicy) – polski aktor teatralny, filmowy i dubbingowy.
Absolwent II Liceum Ogólnokształcącego w Świdnicy i Państwowej Wyższej Szkoły Teatralnej w Warszawie (1981). W teatrze zadebiutował 6 czerwca 1979. Po studiach rozpoczął pracę w Teatrze Lubuskim, skąd wkrótce przeniósł się do Teatru Rozmaitości (1981). Od 1991 pracował jako redaktor i wydawca w Telewizji Polskiej. Od 1997 związany z telewizją TVN.

## Filmografia
- 1989 – Co lubią tygrysy
- 1986 – Prywatne śledztwo
- 1985 – Temida (dziennikarz)
- 1984 – Umarłem, aby żyć
- 1984 – Dzień czwarty (powstaniec Kazek)
- 1983 – Śledztwo porucznika Tomaszka (porucznik Tomaszek)
- 1983 – Piętno
- 1983 – Na odsiecz Wiedniowi (Jakub Ludwik Sobieski – syn króla Jana)
- 1983 – Dolina szczęścia
- 1981 – Przypadki Piotra S.
- 1981 – Miłość ci wszystko wybaczy
- 1980 – Punkt widzenia (tragarz)
- 1980 – Lęk przestrzeni (Tadeusz Włodarczyk)
- 1980 – Dom – cz. 3 Warkocze naszych dziewcząt będą białe (piłkarz „Cracovii”)
- 1979 – Godzina „W” (Słowik)